# ابوالکاشم
محمد ابوالکاشم (به انگلیسی: Principal Abul Kashem, ۲۸ ژوئن ۱۹۲۰ – ۱۱ مارس ۱۹۹۱) ادیب و سیاستمدار بنگالی و همچنین معمار و مؤسس جنبش زبان بنگالی بود. وی نهادی فرهنگی و اسلامی-بنگالی به نام مجلس تمدن (Tamaddun Majlish) را نیز بنا نمود.